# Jaffa Zins
Jaffa Zins (geboren Scheindele Schechter 1928 in Kuty, Polen; † 2019) war eine israelische Schriftstellerin.

## Leben
Jaffa Zins wuchs in Kitov auf. 1941 floh sie mit ihrem Vater und ihrer Schwester vor der Wehrmacht ins Innere der Sowjetunion. Ihre Mutter und ihre zwei kleinen Brüder wurden bei einem Massaker deutscher Truppen im April 1942 in Kitov ermordet. Ein älterer Bruder überlebte in Sibirien und emigrierte 1960 nach Israel.
Nach Kriegsende kehrte Jaffa Zins zunächst nach Polen zurück und kam von dort über die Tschechoslowakei, Österreich und Italien 1948 nach Israel. Dort lebte sie später in Bat Jam.
Jaffa Zins publizierte zwölf Gedichtbände in hebräischer Sprache. Regelmäßig hielt sie Vorträge über die Shoah und Poetik-Vorlesungen an Schulen und Colleges.

## Werke (Auswahl)
- Scheindele. Gedichte. Zusammen mit der Autorin aus dem Hebräischen übersetzt von Konstantin Kaiser; weitere Übersetzungen von Manfred Winkler und Frederick Brainin. Rimbaud Verlag, Aachen / Theodor Kramer Gesellschaft, Wien 2007. ISBN 978-3-89086-556-0; ISBN 978-3-901602-32-0
- Beitrag in: TOP 22, Teil II. Anthologie, hrsg. von Wolfgang Kühn. Edition Aramo, Wien 2006(?). ISBN 978-3-9501852-8-7